# Erwin Schmidt (Politiker, 1924)
Erwin Schmidt (* 4. November 1924 in Golm; † 1. Dezember 1997 in Bremen) war ein deutscher Politiker. Er war Mitglied der Bremischen Bürgerschaft (SPD) und Gewerkschaftsfunktionär des Deutschen Gewerkschaftsbundes (DGB) in Bremen.

## Biografie
Seit 1940 Ausbildung als Kfz-Handwerker, anschließend Praktikant in der Flugzeugindustrie. NSDAP-Mitglied seit September 1942.
Nach Kriegsgefangenschaft war er von 1945 bis 1950 Angestellter der britischen Militärregierung in Hildesheim, anschließend Fortbildung in gewerkschaftlichen Internaten und Akademien; 1952 – 1958 hauptamtlicher Sekretär der Gewerkschaft Nahrung, Genuss, Gaststätten in Bremen; 1958 – 1968 Vorsitzender des DGB-Kreises Northeim. 1968 wurde er DGB-Kreisvorsitzender in Braunschweig und war seit 1971 als Geschäftsführender Vorsitzender des DGBs in Bremen tätig. und Vorsitzender der gewerkschaftlichen Bildungsvereinigung „Arbeit und Leben“. Er war zudem DGB-Kreisvorsitzender in Bremen und seit 1979 auch Vorsitzender des Rundfunkrats von Radio Bremen.
Schmidt war Mitglied in der SPD im SPD-Ortsverein Horn - Achterdiek und in verschiedenen Funktionen aktiv. Er war für die SPD von 1975 bis 1983 in der 9. und 10. Wahlperiode acht Jahre lang Mitglied der Bremischen Bürgerschaft und in der Bürgerschaft in verschiedenen Deputationen tätig. 1978 sprach er sich für eine Bebauung des Hollerlandes in Bremen Horn-Lehe aus, die später nur zu einem kleineren Umfang realisiert wurde. Von 1979 bis 1983 war er Vizepräsident der Bürgerschaft. Sein Ortsverein nominierte ihn nicht zur Wahl für die 11. Wahlperiode, da er zu viele Ämter wahrnehme. Diese Konflikte führten zu Zerwürfnissen zwischen der SPD-Basis und dem Bremer DGB.